# Košolná
Košolná este o comună slovacă, aflată în districtul Trnava din regiunea Trnava. Localitatea se află la altitudinea de 170 m deasupra n.m., se întinde pe o suprafață de 9,58 km2 și în 2017 număra 798 de locuitori.

## Istoric
Localitatea Košolná este atestată documentar din 1296.

## Demografie
| An:                | 1994 | 2004   | 2014    | 2024   |
| ------------------ | ---- | ------ | ------- | ------ |
| Număr de persoane: | 633  | 680    | 781     | 854    |
| Diferență:         |      | +7,42% | +14,85% | +9,34% |

| An:                | 2023 | 2024   |
| ------------------ | ---- | ------ |
| Număr de persoane: | 857  | 854    |
| Diferență:         |      | −0,35% |